# اکس‌علی، بیپازاری
اکس‌علی، بیپازاری (به لاتین: Akçalı, Beypazarı) یک منطقهٔ مسکونی در ترکیه است که در استان آنکارا واقع شده‌است.